# 증기터빈의 구조
증기터빈의 구조에 대해 설명한다.
일반적인 증기터빈은 여러 개의 단을 연이어 배치한 것이다. 보일러에서 공급되는 고압의 증기는 주증기 정지밸브외 조속 기능의 제어밸브를 거쳐 증기실로 들어간다. 이때 증기는 차츰 팽창하면서 각각의 단을 거치면서 배출된다. 이 과정에서 증기는 압력이 강하되어 비부피가 증가되므로 그에 상응하는 증기통로 면적이 필요하다. 따라서 노즐과 회전익의 길이는 저압단으로 갈수록 점차 길어진다. 구성요소는 회전익(Moving Blade), 노즐과 다이아프램(Nozzle & Diaphragm), 로터(Rotor), 케이싱(Shell & Hood), 밸브(Valve), 증기밀봉장치(Steam Seal System), 베어링(Bearing) 및 윤활유 계통(Oil System) 등이 있다.